# Galgagnano
Galgagnano (Galgagnàn in dialetto lodigiano) è un comune italiano di 1 322 abitanti della provincia di Lodi in Lombardia.

## Storia
Possesso del vescovo di Lodi fino al 1142, fu ceduto a Uberto dei Casetti, e la sua chiesa fu, fino al 1440, centro di circoscrizione plebana.
In età napoleonica (1809-16) Galgagnano fu frazione di Quartiano, recuperando l'autonomia con la costituzione del Regno Lombardo-Veneto.

### Simboli

Il gonfalone comunale

Lo stemma e il gonfalone sono stati concessi con decreto del presidente della Repubblica del 5 giugno 2001.
Il gonfalone è un drappo di giallo.

## Monumenti e luoghi d'interesse
L'edificio di maggior rilievo è la chiesa parrocchiale di san Sisinio martire, costruita nel 1540.
Attualmente però la chiesa appare mutata, dopo numerosi rifacimenti.
Edifici di non trascurabile importanza storica sono il Palazzo (attualmente sede del municipio), la Cascina Grande (la cascina più antica di Galgagnano, situata al centro del paese) e il complesso denominato "Le due colombe" (un tempo stazione di scambio di cavalli sulla via Monzasca).
In precedenza esisteva un'altra chiesetta, dedicata a san Martino, e un oratorio, intitolato a san Rocco.

## Società

### Evoluzione demografica
Abitanti censiti

### Etnie e minoranze straniere
Al 31 dicembre 2009 gli stranieri residenti nel comune di Galgagnano in totale sono 96, pari al 7,99% della popolazione. Tra le nazionalità più rappresentate troviamo:
| Paese   | Popolazione (2009) |
| ------- | ------------------ |
| Romania | 35                 |
| Cina    | 22                 |
| India   | 11                 |
| Perù    | 10                 |

## Economia
Trovandosi in posizione defilata rispetto alle grandi vie di comunicazione, il paese ha conservato l'antica fisionomia rurale.
Prosperano una decina di aziende agricole, di proprietà dell'Ospedale Maggiore di Lodi, la cui conduzione viene affidata alla gente del posto.
L'industria è presente in particolare nel settore meccanico con le Officine Curioni (che occupano la maggioranza della forza lavoro locale), e con altre industrie minori come la Flexotecnica e la Sycla.
Da segnalare un modesto centro ippico alla cascina Bellaria.

## Amministrazione
Segue un elenco delle amministrazioni locali.
| Periodo | Periodo   | Primo cittadino    | Partito | Carica  | Note |
| ------- | --------- | ------------------ | ------- | ------- | ---- |
| 1945    |           | Giuseppe Sfondrini |         | Sindaco |      |
| 1946    | 1951      | Giuseppe Tognato   |         | Sindaco |      |
| 1951    | 1956      | Giuseppe Sfondrini |         | Sindaco |      |
| 1956    | 1980      | Giuseppe Tognato   |         | Sindaco |      |
| 1980    | 1981      | Gianluigi Pavesi   |         | Sindaco |      |
| 1981    | 1991      | Riccardo Carusi    |         | Sindaco |      |
| 1991    | 2004      | Gianluigi Pavesi   |         | Sindaco |      |
| 2004    | 2014      | Stefano Giannini   |         | Sindaco |      |
| 2014    | 2024      | Benedetta Pavesi   |         | Sindaco |      |
| 2024    | in carica | Roberto Ciriello   |         | Sindaco |      |

## Sport
Nel 2024 viene fondato l'A.S.D. Galgagnano, squadra di calcio che militerà nel campionato di Terza Categoria di Lodi.